# 己姓之戎
己姓之戎，中國古代部落國家，為西戎之一，姓己姓。己姓之戎在春秋時代開始有記載，活動區域在今中國山東省及河南省一帶。後被魯國及衛國等諸侯滅亡。

## 概論
相傳為昆吾氏之後，國君為己姓，歷史記錄不多。在春秋時期，己姓之戎的聚落，稱戎州，分布在曹國、魯國及衛國附近。
在魯國附近，有己姓之戎居住，位於今山東省曹縣附近。前721年，魯隱公與己姓之戎在潛地會面，後在唐地會盟。
在衛國近郊，也有己姓戎居住的戎州。在衛後莊公時，派兵將其併吞。

## 來源
《史記》記載，在周襄王時，北狄入侵，居於陸渾至衛國一帶
杜預認為為源自氐羌。

## 學術考證
台灣學者姚大中與中華人民共和國學者黃烈、翦伯贊等，主張所有西戎族群皆為羌族。中華民國學者劉文起，認為陸渾戎、姜戎、允姓之戎等，皆為羌族。
中華人民共和國學者林澐認為，西戎是先秦時由華夏人群分裂出來的一支。